# Monumento a Giovanni Acerbi

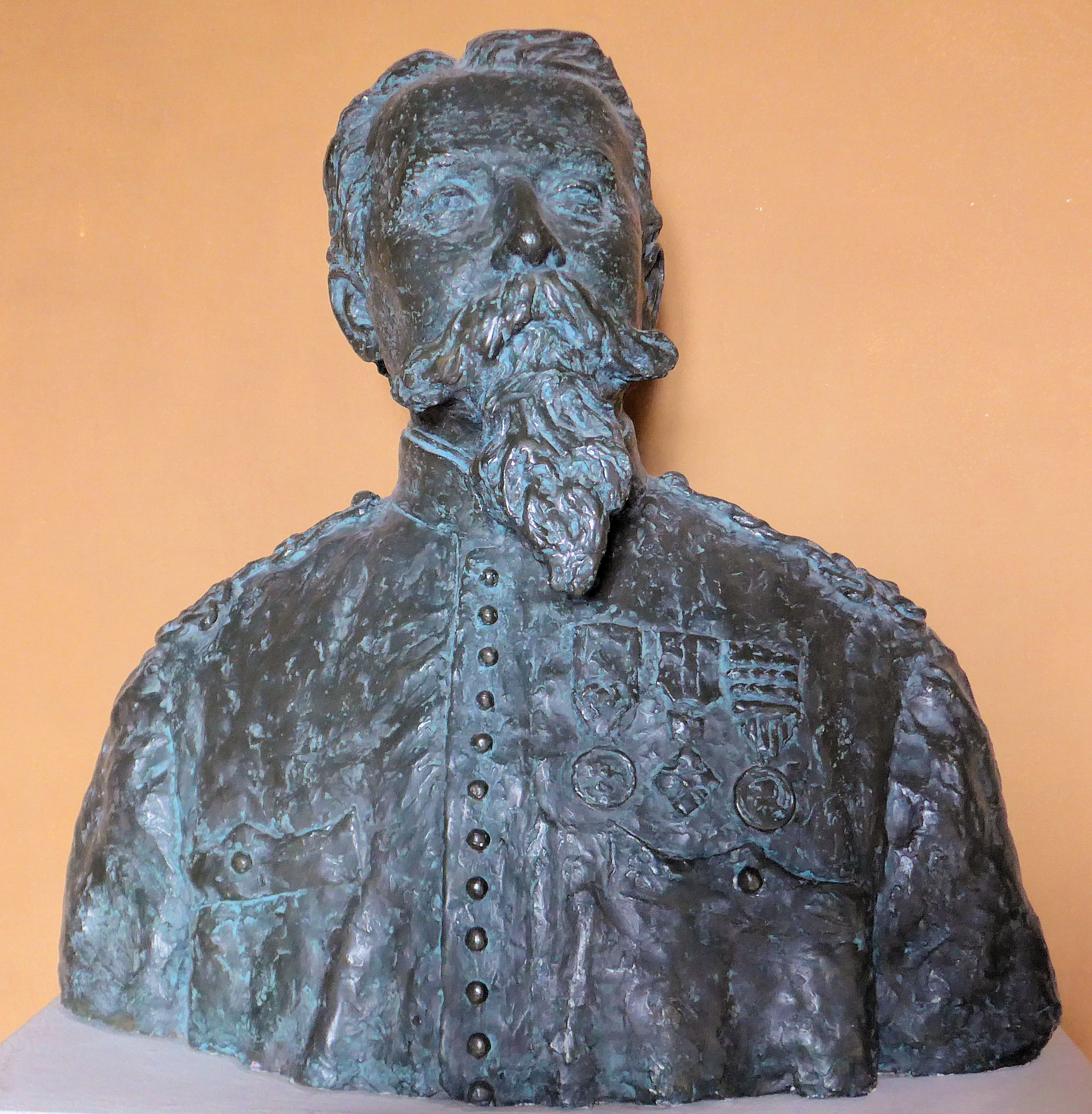
Vindizio Nodari Pesenti, Giovanni Acerbi, gesso patinato a bronzo, Civica raccolta d'arte Medole.

Il monumento a Giovanni Acerbi è una scultura bronzea posta nei giardini pubblici di Castel Goffredo, in provincia di Mantova.

## Storia
Giovanni Acerbi (Castel Goffredo il 14 novembre 1825 - Firenze 4 settembre 1869) è una delle figure più significative del Risorgimento. Nel 1847 svolse a Pavia propaganda mazziniana e venne arrestato e condotto a Milano. Partecipò alle cinque giornate di Milano del 1848 e nel 1850 fu tra i fondatori del comitato rivoluzionario mantovano, che portò ai Martiri di Belfiore. Riparò in Svizzera e poi a Genova, dove collaborò con Giuseppe Mazzini nella preparazione dei moti di Milano del 1853. Nel 1859 combatté nei Cacciatori delle Alpi e nel 1860 partecipò alla spedizione dei Mille di Garibaldi, con il grado di intendente generale. Nel 1867 fu a capo di una colonna garibaldina che operava nell'alto Lazio e combatté i papalini sotto le mura di Viterbo, entrando in città il 28 ottobre. Fu deputato nel collegio di Lendinara della IX legislatura (1865) e di quello di Gonzaga della X legislatura (1867).

## Descrizione
Il monumento è formato da un basamento in marmo alto due metri, sul quale è collocato il busto in bronzo del generale Acerbi, opera dello scultore medolese Vindizio Nodari Pesenti (1879-1961).
Inaugurato nel 1999, riporta sul fronte l'epigrafe: «CASTEL GOFFREDO / A GIOVANNI ACERBI 1825-1869 / INTENDENTE DEI MILLE».